# NGC 5935
NGC 5935 (другие обозначения — MCG 7-32-13, ZWG 222.13, 1ZW 113, NPM1G +43.0302, PGC 55183) — галактика в созвездии Волопас.
Этот объект входит в число перечисленных в оригинальной редакции «Нового общего каталога».